# Štědrá
Štědrá là một làng thuộc huyện Karlovy Vary, vùng Karlovarský, Cộng hòa Séc.